# توالت فضایی

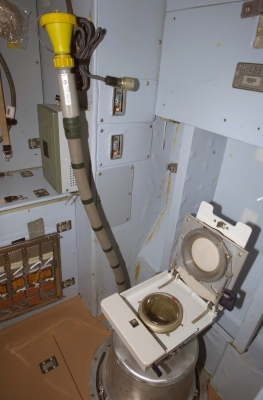
یک توالت فضایی در ایستگاه فضایی بین‌المللی

توالت فضایی نوعی توالت است که در محیط‌های بی‌وزنی، همچون ایستگاه فضایی بین‌المللی و شاتل‌های فضایی مورد استفاده قرار می‌گیرد. نحوهٔ کارکرد آن بدین‌گونه است که در نبودِ گرانش، با استفاده از مکش هوا، سبب دفع مدفوع و ادرار می‌شود.